# 发动机防盗锁止系统

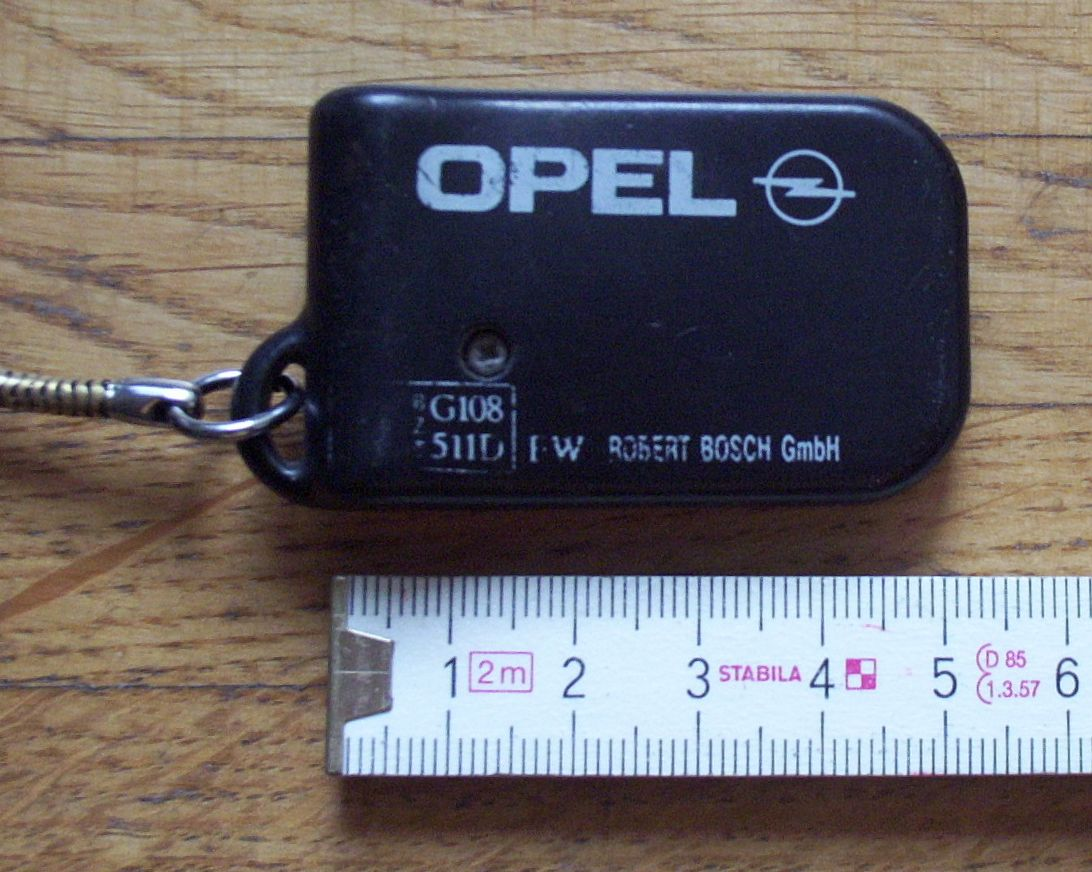
第一代锁止系统的钥匙(1994)

发动机防盗锁止系统（英語：或immobilizer）是一种内置到汽车中的电子装置，作用是防止发动机在没有正确钥匙（或其他验证措施）的情况下启动。它能防止窃贼进入汽车后的强行短接启动。
英国1997年以后和澳大利亚2001年以后出售的新车都强制安装了这种防盗设备。较早期的型号使用一个静态密码的点火密钥（或者代密钥），这个密码可以被锁心柱周围的RFID线圈识别以同车辆的ECU做比对。如果密码不能识别，ECU就会阻止燃油流动和点火。较新的型号使用滚动密码或者高级密码技术来防止密码从车钥匙和ECU上被复制。
一个很小的电磁场就能让车钥内部产生感应电流而激活钥匙上面的微电路，激活后钥匙就会发射一个独特的二进制代码给汽车上的ECU识别。当ECU判定这个密码是正确的后它就会启动燃油注入程序。
在某些安装了高级防盗系统车辆里，如果试图使用不能识别的或无次序的车钥至使车辆进入一种不能启动的状态，系统甚至会通过卫星和手机等通讯手段向安全公司报告。
与之一致的，这些信息往往也记录在现代汽车的ECU里面。很多其他数据（包括车速、温度、驾驶员体重、地理方位、节流阀位置和偏航角）也会被记录。这些记录下来的资讯可以在保险调查、质量保证书申报或者排除技术故障时使用。
附加型的锁止装置适合较老的车型或没有出厂锁止系统的车辆。私人安装的锁止系统的保险许可证被称为“Thatcham 2”，这个名字源于座落在英格兰伯克郡薩徹姆的汽车保险维修研究中心。许可的锁止系统必须有两个截断短路，一般指低电压点火电路和燃油注入电路。还有可能截断从车匙开关到继电器的低电流启动电机电路。
澳大利亚的统计数据显示有3/4的车辆盗窃案都发生在旧车上以便兜风、交通或者去犯另一宗罪案。在澳大利亚，45%的汽车都安装了发动机锁止系统，而其中只有7%的曾遭偷盗。很多安装了锁止系统又被偷盗的案例里，盗贼都是有了原车匙才得手的。仅仅只有1/4的车是被很专业的盗贼所盗取。大部分车都是被机会主义的盗贼在他们发现一些没有足够效力的安全系统或根本没有安全系统的旧车时偷的。发动机锁止可以胜任阻止机会主义盗车犯。